# Csussen György
Csussen György (Tsussen György, Csusszen) (Győr, 1727. augusztus 15. – Trencsén, 1764. április 7.) jezsuita rendi tanár, hitszónok.

## Élete
1743-ban lépett a jezsuita-rendbe; a negyedik fogadalom letétele után Pozsonyban lett hitszónok; azután a bécsi Theresianumban volt igazgató, majd Szakolcán, Grazban és végül Trencsénben tanított.

## Munkái
- Dissertationes, altera de coloniis Romanorum in Pannonia. Tyrnaviae, 1753 (névtelenűl, Cornides Bibliotheca-jában Gásónak tulajdonítja)